# 1773 год в музыке

## События
- 18 января — Карл Стенборг, Элизабет Олин и Хедвиг Вигерт[англ.] исполнили главные роли в опере Ф. Уттини «Фетида и Пелей», первой опере на шведском языке и первой постановке Королевской шведской оперы.
- Февраль — Йозеф Игнац Лейтгеб совершил концертное турне по Италии с Леопольдом и Вольфгангом Амадеем Моцартом.
- Март — Вольфганг Амадей Моцарт получил должность музыканта при дворе правителя Зальцбурга, князя-архиепископа Иеронимуса фон Коллоредо. Это не помешало Моцарту и его отцу Леопольду в июле — сентябре того же года посетить в Вену в поисках работы.
- Джеймс Хук[англ.] освободил должность композитора Marylebone Gardens[англ.].
- Чарлз Бёрни опубликовал по итогам своей поездки по европейским странам книгу «Современное состояние музыки в Германии, Нидерландах и Соединённых провинциях» (англ. The Present State of Music in Germany, the Netherlands and United Provinces).

## Классическая музыка
- Иоганн Георг Альбрехтсбергер — Concerto for Harp in C major.
- Сэмюэль Арнольд — оратория «Блудный сын» (англ. The Prodigal Son).
- Вольфганг Амадей Моцарт — Symphony No. 25 in G minor
- Джованни Баттиста Саммартини — Six String Quintets.
- Карл Диттерс фон Диттерсдорф — оратория «Избавительница еврейского народа в Персии, или Эсфирь» (итал. La Liberatrice del Popolo Giudaico nella Persia, o sia l’Esther).

## Опера
| - Максим Березовский — «Демофонт». - Паскуале Анфосси - «Преследуемая незнакомка» (итал. La Giannetta, ossia l’incognita perseguitata) - «Антигона» (итал. Antigono) - «Демофонт» (итал. Demofoonte). - Доменико Чимароза — «Мнимая парижанка» (итал. La Finta parisina). - Йозеф Гайдн - «Разочарованная неверность» (итал. L'infedeltà delusa) - «Филемон и Бавкида» (нем. Philemon und Baucis) - Андреа Луккези — L’inganno scoperto ovvero il conte Caramella. - Антон Швейцер — «Альцеста» (Alceste). | - Пьер-Александр Монсиньи — «Прекрасная Арсена» (фр. La belle Arsène). - Йозеф Мысливечек - «Деметрио» (Demetrio, 1-я версия) - «Ромул и Эрсилия» (Romolo ed Ersilia) - «Антигона» (Antigona). - Андре Гретри - «Великолепный» (фр. Le Magnifique) - «Цефал и Прокрис, или Супружеская любовь» - «Избранница из Саланси» - Франсуа Жозеф Госсек — Sabinus. - Иоганн Андре — «Гончар» (нем. Der Töpfer). |

## Родились
- 4 января — Иоганн Петер Хойшкель, немецкий гобоист, органист и композитор (умер в 1853).
- 7 марта — Томмазо Маркези, итальянский органист, дирижёр и композитор, младший брат известного певца-кастрата Луиджи Маркези (умер в 1852).
- 26 мая — Ганс Георг Негели, швейцарский композитор, музыкальный педагог и издатель (умер в 1836).
- 6 июля — Матейка Вацлав (Венцель) Томаш[чеш.], чешский гитарист и композитор (умер в 1830).
- 24 сентября — Иоганн Филипп Кристиан Шульц[нем.], немецкий композитор, капельмейстер Гевандхауз-оркестра (умер в 1827).
- 23 октября — Пьетро Дженерали, итальянский композитор (умер в 1832).
- 9 декабря — Марианна Эренстрём, шведская фрейлина, писательница, певица, художница, пианистка, автор мемуаров, член Академии свободных искусств и почётный член Королевской шведской академии музыки (умерла в 1867).
- 24 декабря — Йозеф Вёльфль, австрийский пианист и композитор (умер в 1812).
- точная дата неизвестна
  - Эдвард Бантинг[англ.], ирландский музыкант и собиратель народных песен (умер в 1843).
  - Инга Оберг, шведская актриса и оперная певица (умерла в 1837).

## Умерли
- 11 апреля — Карло Груа[итал.], итальянский дирижёр и композитор (род. около 1700).
- 12 апреля — Элизабет Янг[англ.], английская оперная певица-контральто и актриса (род. около 1730).
- 24 мая — Ян Зах[чеш.], чешский композитор, органист и скрипач, предположительно, ученик Богуслава Матея Черногорского (род. в 1699).
- 12 июля — Иоганн Иоахим Кванц, немецкий флейтист, композитор и музыкальный теоретик (род. в 1697).
- 25 августа — Франц Николаус Новотный (нем. Franz Nikolaus Novotny), австрийский органист и композитор чешского происхождения, служивший при дворе Эстерхази (род. в 1743).
- точная дата неизвестна
  - Жоан Баптиста Пла (исп. Joan Baptista Pla), испанский гобоист и композитор (род. около 1720).
  - Хестер Сантлоу[англ.], британская танцовщица и актриса, «Первая балерина Англии» (род. около 1690).